# Joseph-Charles Taché
Pour les articles homonymes, voir Taché.
Joseph-Charles Taché (24 décembre 1820 - 16 avril 1894) est un écrivain polygraphe, un homme politique, un journaliste et un médecin québécois.

## Biographie
Écrivain polygraphe, homme politique, journaliste et médecin québécois, il nait à Kamouraska. Il étudie la médecine au séminaire de Québec, puis s'installe à Rimouski. Il pratique brièvement son métier jusqu'en 1847, année où il est élu député conservateur à l'Assemblée législative du Canada-Uni.
Taché est un partisan des idées de Louis-Hippolyte La Fontaine mais il s'oppose à l'abolition du système seigneurial, un projet législatif alors proposé par Lewis Thomas Drummond. Ses opposants « rouges » sont Jean-Baptiste-Éric Dorion et Charles Laberge : ils profitent de la colère des censitaires pour faire élire de nouveaux députés. En 1855, il est envoyé à Paris, où il reçoit la légion d'honneur de Napoléon III. Collaborateur à plusieurs revues, il combat les idées libérales, et il est bientôt comparé à un Louis Veuillot canadien. La tribune journalistique lui permet de s'exprimer en faveur de la colonisation des pays d'en haut pour contrer l'émigration vers la Nouvelle-Angleterre.
Partisan du projet de confédération canadienne, ses adversaires sont les annexionnistes qui désirent l'union républicaine avec les États-Unis d'Amérique. Défenseur de la culture canadienne-française, il valorise le patrimoine tout en créant sa propre production littéraire. Devenu sous-ministre de l'agriculture en 1864, ce travail l'occupera presque entièrement pendant les deux décennies suivantes. Auteur du recensement de 1871, l'une de ses plus grandes réalisations, il écrivit quelques contes et critiqua les portraits historiques dressés par Benjamin Sulte avant de reprendre sa carrière littéraire en 1885.
Chercheur et scientifique, il reçoit le titre de docteur en médecine en 1877. Il fit paraître ses derniers contes et légendes dans Le Courrier du Canada avant de mourir à Ottawa le 16 avril 1894.

## Œuvre
- De la tenure seigneuriale en Canada, et projet de commutation (1854)
- Esquisse sur le Canada considéré sous le point de vue économiste (1855)
- Des provinces de l'Amérique du Nord et d'une Union fédérale (1858)
- Notice historiographique sur la fête célébrée à Québec le 16 juin 1859, jour du deux centième anniversaire de l'arrivée de Monseigneur de Montmorency-Laval en Canada (1859)
- Collection of the products of the waters and forests of Lower Canada collected and ordered for the Universal Exhibition of London, year 1862 (1862)
- Forestiers et Voyageurs (1863)
- The Board of Inspectors of Asylums, Prisons and Hospitals and its accusers (1864)
- Trois légendes de mon pays (1871)
- Le Recensement du Canada (1871)
- La Mouche ou le chrysomèle des patates (Chrysomela decemlineata) et le moyen d'en combattre les ravages (1877)
- Les Histoires de M. Sulte : protestation (1873)
- Les Sablons (l'île de Sable) et l'île Saint-Barnabé (1885)
- Les Asiles d'aliénés de la province de Québec et leurs détracteurs (1885)
- L'Îlet au massacre (1956), édition posthume après avoir été faussement attribué à Faucher de Saint-Maurice.
- Le Sagamo du Kapskouk (1956), édition posthume

## Revues et journaux auxquels Taché a collaboré
- Journal de l'instruction publique
- L'Ami de la religion et de la Patrie
- La Minerve
- Le Canadien
- Le Courrier du Canada
- Soirées canadiennes

## Famille
- Alexandre-Antonin Taché, premier archevêque de Saint-Boniface
- Étienne-Paschal Taché, père de la confédération